# Kaňovice, Zlín
Kaňovice là một làng thuộc huyện Zlín, vùng Zlínský, Cộng hòa Séc.